# Saint-Michel-de-la-Pierre

Saint-Michel-de-la-Pierre este o comună în departamentul Manche, Franța. În 1 ianuarie 2018 avea o populație de 218 de locuitori.